# 363
363 је била проста година.

## Догађаји

### Март
- 5. март – Цар Јулијан са својом војском (90.000 људи) полази из Антиохије и креће на север ка Еуфрату. На путу он прави диверзију и шаље у Јерменију снаге од 30.000 војника под вођством свог рођака Прокопија.

### Април
- Цар Јулијан прелази Еуфрат у близини Хијераполиса, користећи 50 понтонских бродова, и креће се на исток до Каре. Он уништава Перисапору и прегази персијске тврђаве дуж пустињске границе (Лимес Арабицус).
- 20. април – Планета Венера окултује планету Јупитер.
- 29. мај – Битка код Ктесифона: Јулијан стиже у близину снажно утврђене престонице Ктесифона. Краљ Шапур II, задужен за велику персијску војску, усваја политику спаљене земље, остављајући Римљане очајнички у недостатку залиха.
- Хуни се први пут појављују у Европи и стижу до Каспијског мора.
- Одржава се Лаодикијски сабор који се бави канонизацијом понашања чланова цркве. Главни канон који је одобрио овај сабор је канон 29, који забрањује богодлужрња у суботу, ограничавајући хришћане да поштују недељу као дан Васкрсења Господњег.
- Манастир Мар Матаи је основан на планини Алфаф.

### Мај
- 18–19. мај – Галилејски земљотрес 363. Петра, престоница Набатејаца (у данашњој Сирији), озбиљно је оштећена.
- 29. мај – Битка код Ктесифона (363)

### Јун
- 16. јун – Римска војска почиње повлачење ка северу до Кордуене (Јерменија). Цар Јулијан маршира уз реку Тигар и спаљује своју флоту бродова за снабдевање. Током повлачења Јулијанове снаге су претрпеле неколико напада Персијанаца.
- 26. јун – Битка код Самаре: Цар Јулијан је смртно рањен у окршају и умире од ране задобивене током борби код Самаре (Ирак). Јовијан, генерал Гарде, наследио га је и трупе су га прогласиле за цара.
- Цар Јовијан преговара о миру са Персијом, предајући четири од пет римских провинција које је добио Цезар Галерије 298. године, и градове Нисибис и Сингара (Месопотамија).

### Децембар
- Википедија:Непознат датум — Мошти Преподобне мученице Февроније су пренете у Цариград.

## Смрти
- Википедија:Непознат датум — Свештеномученик Василије - презвитер анкирски.